# Crise politique de 2021 en Somalie
La crise politique de 2021 en Somalie est une crise politique majeure et des troubles au sein du gouvernement après la fin du mandat du président Mohamed Abdullahi Mohamed en Somalie.

## Crise politique
Les troubles politiques se sont intensifiés et des manifestations antigouvernementales ont eu lieu après la décision du gouvernement de retarder l'élection présidentielle somalienne de 2021. Les manifestations ont été suivies par des partisans de l'opposition, brandissant et tenant le drapeau somalien et appelant le gouvernement à démissionner de ses fonctions. Les tensions ont augmenté lorsque des tirs nourris ont été signalés lors des manifestations des 19 et 20 février à Mogadiscio. Les manifestants visaient à organiser des rassemblements de protestation au cours des semaines suivantes et à appeler à programmer au plus vite l'élection présidentielle somalienne de 2021 pour mettre fin à la crise et aux troubles politiques,,. Le 29 décembre, à la suite de l'annonce de la destitution du premier ministre Mohamed Hussein Roble, des militaires fidèles à celui-ci se sont déployés autour du palais présidentiel et dans des endroits stratégiques de Mogadiscio.